# Lijst van burgemeesters van Zomergem
Dit is een chronologische lijst van de Zomergemse burgemeesters.

## 1633-1794[1]
- 1633: Jan de Sutter
- 1636: Arent de Craemere
- 1638: Joris de Neve
- 1639: Pieter Matthys
- 1652: Joris Blomme
- 1652: Matthijs van Nevele
- 1663: Gaspard Standaert
- 1667: Pieter Vrient
- 1668: Jonas van Hecke
- 1670: Willem Steyaert
- 1671: Frans Wille
- 1675: Willem de Neve
- 1704: Marten Sierens
- 1706: Pieter Matthijs
- 1710: Pieter de Rycke
- 1711: Marten de Vlieghere
- 1715: Antoon Wittenhove
- 1738: Pieter Standaert
- 1748: Joos Versluys
- 1753: Joost-Frans Claeys
- 1757: Willem Versluys
- 1761: Pieter Martens
- 1764: Pieter Willems
- 1766: Pieter Versluys
- 1767: Willem Verstuyft
- 1775: Joris Willems
- 1771: Pieter Berth
- 1780: Pieter de Vlieghere
- 1783: Pieter Snouck
- 1785: Bernaard de Beer
- 1786: Joost-Frans Claeys
- 1788: Jan-Frans van Hulle
- 1793: Marten van Hecke

## Franse en Nederlandse tijd
| Naam (Geboorte-Overlijden) | Naam (Geboorte-Overlijden)        | Mandaat   | Partij of strekking |
| -------------------------- | --------------------------------- | --------- | ------------------- |
|                            | François-Jean Daninck (1750-1825) | 1804-1818 | -                   |
|                            | Francies Galens                   | 1818-1830 | -                   |

## Van de Franse tijd tot de gemeentefusie
| Naam (Geboorte-Overlijden) | Naam (Geboorte-Overlijden)                                            | Mandaat             | Partij of strekking | Partij of strekking |
| -------------------------- | --------------------------------------------------------------------- | ------------------- | ------------------- | ------------------- |
|                            | Bernardus De Neve (1785-1865)                                         | 1830-1837           |                     | Katholiek           |
|                            | Bernard Ivo Putman (1795-1857)                                        | 1837-1848           |                     | Katholiek           |
|                            | Ange-Charles De Vriendt (1808-1871) Schoonzoon van Bernardus De Neve. | 1849-1855           |                     | Katholiek           |
|                            | Bernard Ivo Putman (1795-1857)                                        | 1855-1857           |                     | Katholiek           |
|                            | Emmanuel Verlinden (1805-1892)                                        | 1858-1861           |                     | Katholiek           |
|                            | Petrus Van Hecke (1824-1878)                                          | 1861-1878           |                     | Katholiek           |
|                            | Pieter-Jan De Rijcke (1816-1897)                                      | 1879-1895           |                     | Katholiek           |
|                            | Felix Lampaert sr. (1839-1904) Schoonzoon van Pieter-Jan De Rijcke.   | 1896-1904           |                     | Katholiek           |
|                            | Eduard Wille (1850-1911)                                              | 1904-1911           |                     | Katholiek           |
|                            | Jules De Smet (1853-1926)                                             | 1912-1926           |                     | Katholiek           |
|                            | Henri Welvaert (1872-1958)                                            | 1927-1940 1944-1947 |                     | Katholiek           |
|                            | Albert Welvaert (1916-2008) Zoon van Henri Welvaert.                  | 1947-1952           |                     | CVP                 |
|                            | Felix Lampaert jr. (1911-1985) Kleinzoon van Felix Lampaert sr.       | 1953-1971           |                     | CVP                 |
|                            | Raphaël De Smet (1926-2013)                                           | 1971-1976           |                     | CVP                 |

## Na de fusie met Oostwinkel en Ronsele
| Naam (Geboorte-Overlijden) | Naam (Geboorte-Overlijden)                                 | Mandaat   | Partij of strekking | Partij of strekking |
| -------------------------- | ---------------------------------------------------------- | --------- | ------------------- | ------------------- |
|                            | Raphaël De Smet (1926-2013)                                | 1976-1994 |                     | CVP                 |
|                            | Luc Lampaert (1956-heden) Kleinzoon van Felix Lampaert jr. | 1994-2000 |                     | CVP                 |
|                            | Jo De Coninck (1956-heden)                                 | 2001-2012 |                     | Open VLD            |
|                            | Tony Vermeire (1974-heden)                                 | 2013-2018 |                     | CD&V                |